# Gert Bahr
Gerhard 'Gert' Bahr (* 18. Juli 1891 in Beuthen, Landkreis Beuthen, Provinz Schlesien; † 30. Juni 1965 in Santos, Brasilien) war ein deutscher Jurist und Bankdirektor.

## Leben und Tätigkeit
Seine Eltern waren der Sohn des Königlichen Baurates Anton Bahr und Maria, geb. Sievers. Er besuchte das Humanistische Gymnasium, das er 1909 mit dem Abitur verließ. Nach dem Studium der Rechtswissenschaften bestand er 1912 das Referendarexamen.
Von 1912 bis 1913 leistete Bahr Militärdienst. 1913 schied er als Reserveoffizier des Königlichen Elisabeth-Garde-Grenadier-Regiments 3 aus. Von 1912 bis Juli 1914 absolvierte Bahr dann den juristischen Vorbereitungsdienst am Amtsgericht Rheine in Westfalen, beim Landgericht Essen und bei der Staatsanwaltschaft in Essen. Von Juli 1914 bis 1918 nahm Bahr als Fliegeroffizier am Ersten Weltkrieg teil.
Nach dem Krieg fertigte Bahr eine Dissertation zu Notwehr- und Notstandshandlungen an. Im Jahr 1920 schloss er den juristischen Vorbereitungsdienst mit der Großen Juristischen Staatsprüfung (Assessorexamen) ab. Seit dem 1. Juli 1920 war Bahr als Rechtsanwalt und Justitiar bei der Firma Gebrüder Arnhold tätig. Als Rechtsanwalt assoziierte er sich mit den Rechtsanwälten Hans Friedmann und Peter Paul Tiktin in Berlin am Werderschen Markt.
Bahr war seit den 1920er Jahren Mitglied der Aufsichtsräte von mehreren Aktiengesellschaften, u. a. der Deutschen Ton- und Steinzeugwerke AG, des Vereins für Zellstoffindustrie AG, der Brauerei W. Isenbeck & Cie. AG, der Richard Blumenfeld, Veltener Ofenfabrik AG, der Tuch- und Kunstwollwerke Jancke & Co. AG, der Kostheimer Cellulose & Papierfabrik AG, der Allgemeinen Treuhand AG. Zudem gehörte er dem exklusiven Deutschen Herrenklub an. Ingo Koehler zufolge profitierte Bahr als Prokurist des Bankhauses Hardi & Co "maßgeblich" von der Arisierung im Falle des Bankhauses Arnhold/Bleichröder. Mit 16 Aufsichtsratssitzen, die er ab 1938 innehatte, sei Bahr, so Koehler, in den Kreis der "Big Linker" unter den deutschen Privatbankiers eingerückt, wobei seine Einbindung in mindestens acht dieser Unternehmen direkt auf die Übernahme der Positionen von Arnhold/Bleichröder zurückgeführt werden könne.

## Ehe und Familie
Bahr war mit Lotte Bahr verheiratet, Tochter des Geheimrats Goerges und der Ilse Goerges geb. Kunheim.

## Archivarische Überlieferung
Eine Personalakte zu Bahr hat sich im Bestand Reichsjustizministerium im Bundesarchiv erhalten (R 3001/50684).

## Schriften
- Die Beteiligung an Notwehr und Notstandshandlungen: Unter Berücksichtigung des Vor-Entwurfs zu einem deutschen Strafgesetzbuch ; ([Para][Para] 53, 54 R. St. G.B. und [Para][Para] 66, 67 V.E.), 1919. (als Gerhard Bahr)